# Simon de Châlons

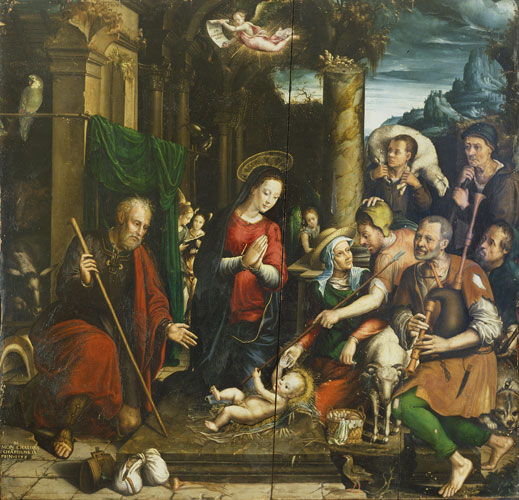
Adoración de los pastores, Museo Calvet, Aviñón.

Simon de Châlons (1506-1568), fue un pintor renacentista originario de la región francesa de la Champaña y activo en Aviñón entre 1532 y 1562.

## Biografía
Simon de Mailhy, llamado Simon de Châlons, nació en Châlons-en-Champagne y así firmaba sus obras "Simon de Chaalons en Champaigne".
De formación artística borgoñona, pero muy influido a la vez por la pintura italiana, en su obra hizo una síntesis de los dos estilos, ejerciendo con su forma de interpretar la pintura italiana una duradera influencia sobre el arte aviñonés posterior en todas sus ramas.
Las obras de Châlons se encuentran en el Musée Calvet de Aviñón, en el Musée Pierre-de-Luxembourg de Villeneuve-lès-Avignon y en numerosas iglesias de la ciudad papal, como la catedral de Notre-Dame des Doms (Cristo camino del Calvario, en el nártex), las iglesias colegiales de Saint-Agricol (Coronación de la Virgen, localizada en el coro), Saint-Pierre y Saint-Didier (Pentecostés y Flagelación), y la Chapelle des Pénitents Gris, con un San Pablo camino de Damasco que podría haber sido concluido por alguno de sus discípulos.
Fuera de esta región, el Museo del Louvre dispone de una Incredulidad de Santo Tomás y el Museo de Bellas Artes de Rouen una Sagrada Familia pintadas por Châlons.